# Peter Weber (Architekt, 1939)

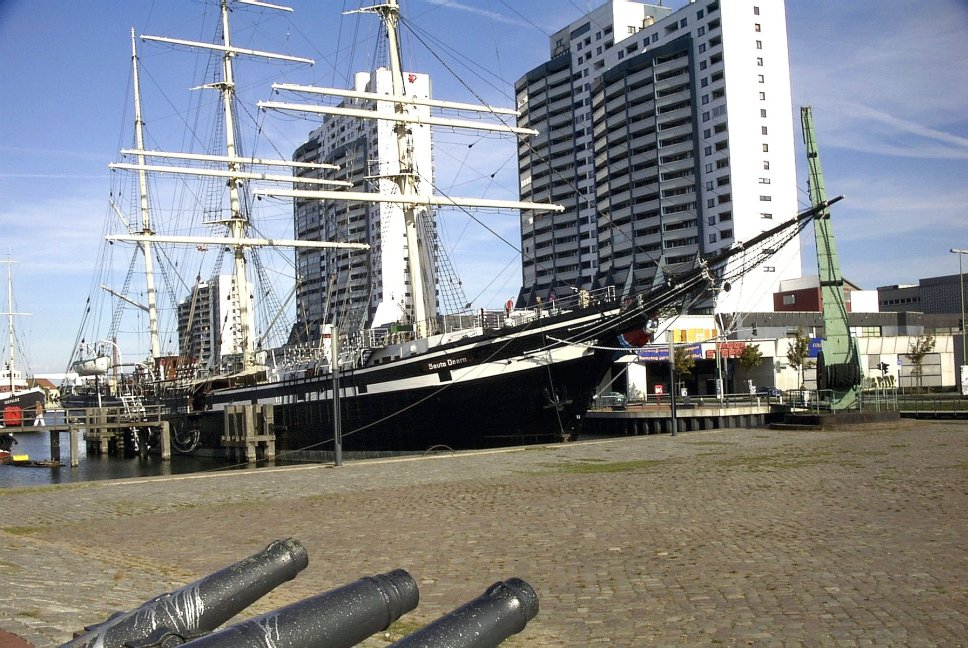
1975/82: Columbus Center

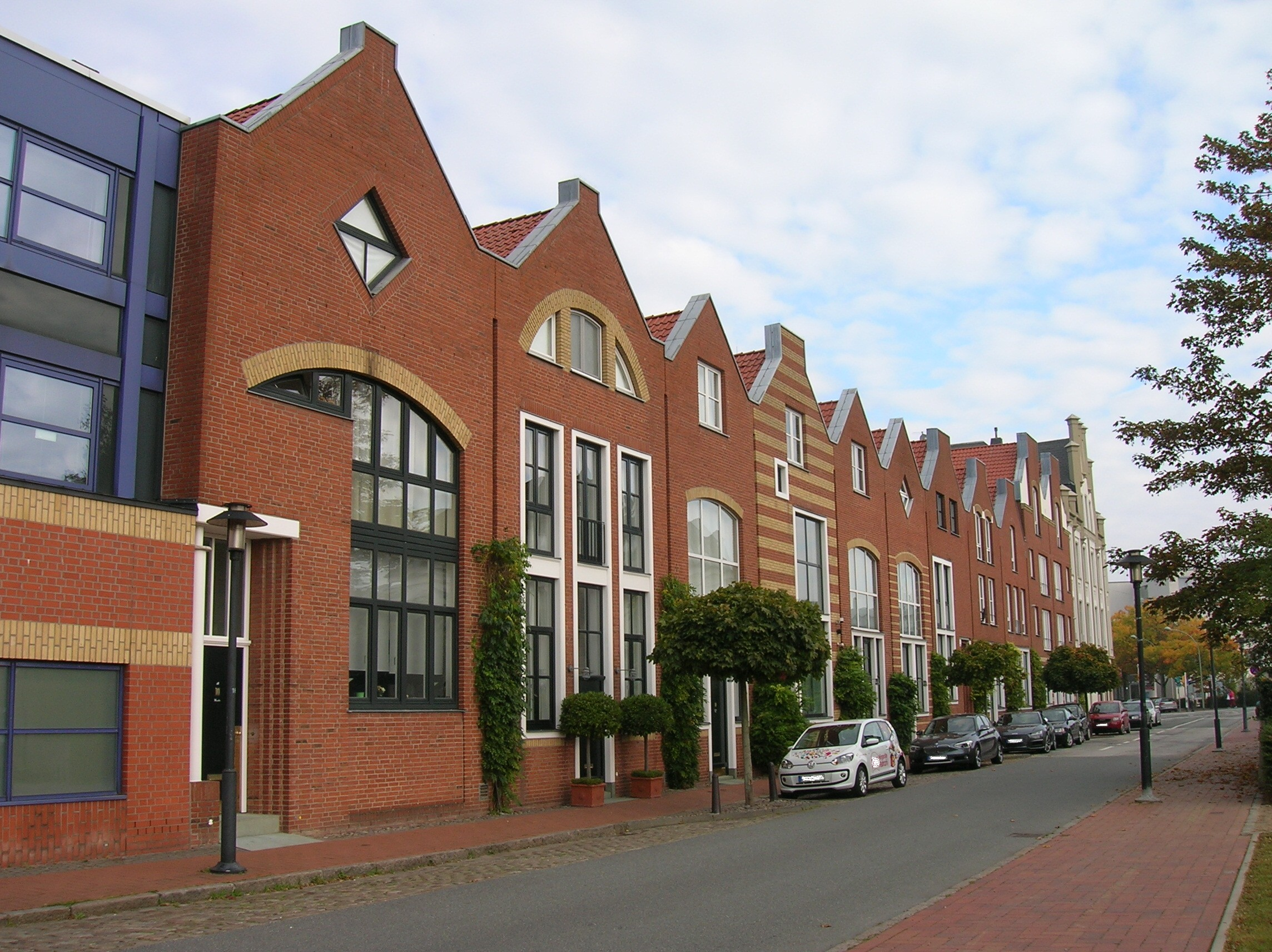
1983/86: Bürgerhäuser Deichstraße

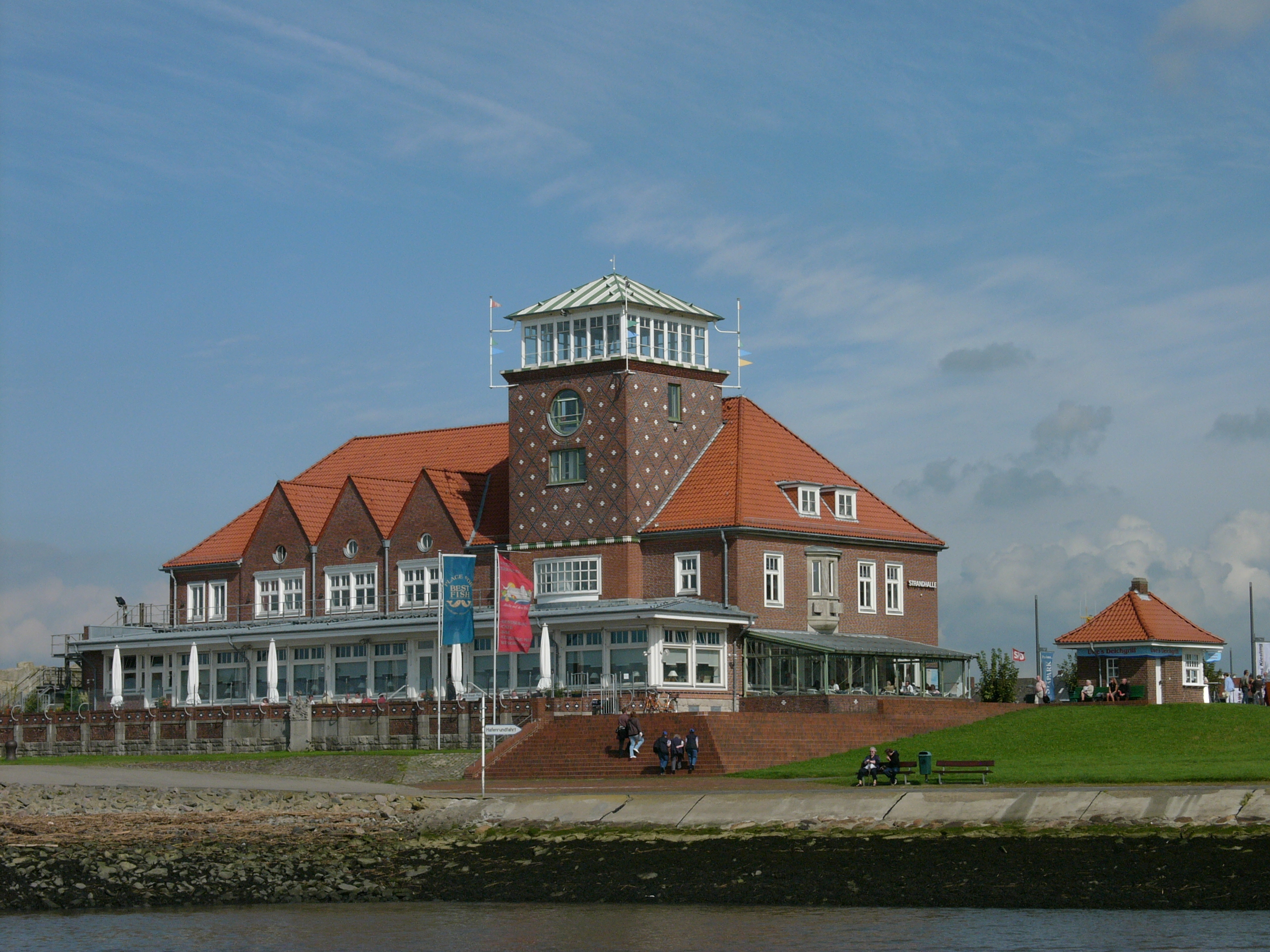
1989: Strandhalle Bremerhaven, Umbau

Peter Weber (* 27. Februar 1939 in Leipzig) ist ein deutscher Architekt.

## Biografie
Weber erwarb nach dem Besuch der Volksschule und einer Maurerlehre über den Zweiten Bildungsweg die Hochschulreife. Er studierte in den 1960er-Jahren Architektur an der Technischen Hochschule Darmstadt. Er war dann Assistent bei Max Bächer.
Weber gründete um 1975 in Bremerhaven ein Architekturbüro. Bekannt wurde er durch sein erstes Bauwerk, das Columbus-Center Bremerhaven, ein Gebäudekomplex auf der Ostseite des Alten Hafens. Nach einem Wettbewerb, den die ASAD-Darmstadt gewann, hatten ihn die Bauherren Neue Heimat und die Stadt mit diesem Projekt beauftragt. Die Bürgerhäuser an der Deichstraße in Bremerhaven-Mitte erinnern an die niederländische Bauweise; für die Planungen wurden er ausgezeichnet. Hier wohnte er auch, später in Bremen. Noch 2016 führte er sein Büro in Bremerhaven.
Weber ist verheiratet.

## Auszeichnungen
- BDA-Preis Bremen für die Bürgerhäuser an der Deichstraße in Bremerhaven-Mitte

## Bauten
- 1977/82: Columbus-Center Bremerhaven
- 1981: Wohnanlage Brinkama-Hof in Bremerhaven-Weddewarden[1]
- 1983/86: Bürgerhäuser an der Deichstraße in Bremerhaven-Mitte[2]
- 1989: Umbau der Strandhalle Bremerhaven
- 1990/96: Wohnbebauung Teerhof in Bremen
- Halle IV im Fischereihafen Bremerhaven